# トーマス・アロフス
トーマス・アロフス（Thomas Allofs, 1959年11月17日 -）は、ドイツ出身の元サッカー選手、サッカー指導者。ポジションはFW。現フォルトゥナ・デュッセルドルフ取締役。

## 経歴
1978年に実兄のクラウス・アロフスが所属するフォルトゥナ・デュッセルドルフで選手キャリアをスタート。在籍期間中に2度のDFBポカール制覇、1980年のUEFAカップ準優勝に貢献した。その後、1.FCカイザースラウテルンを経て1986年に1.FCケルンへ移籍し、再び兄弟でプレーする事になった。晩年は再びフォルトゥナ・デュッセルドルフへ戻り1992年に現役を引退した。
西ドイツ代表としては1985年のFIFAワールドカップ欧州予選のポルトガル戦で代表デビュー（ピエール・リトバルスキーとの交代出場。この試合は0-1で西ドイツが敗れ、ワールドカップ予選史上初の敗戦となった）を飾ると、1988年のソビエト連邦戦で代表から退くまで国際Aマッチ25試合出場2得点を記録した。